# Borkum

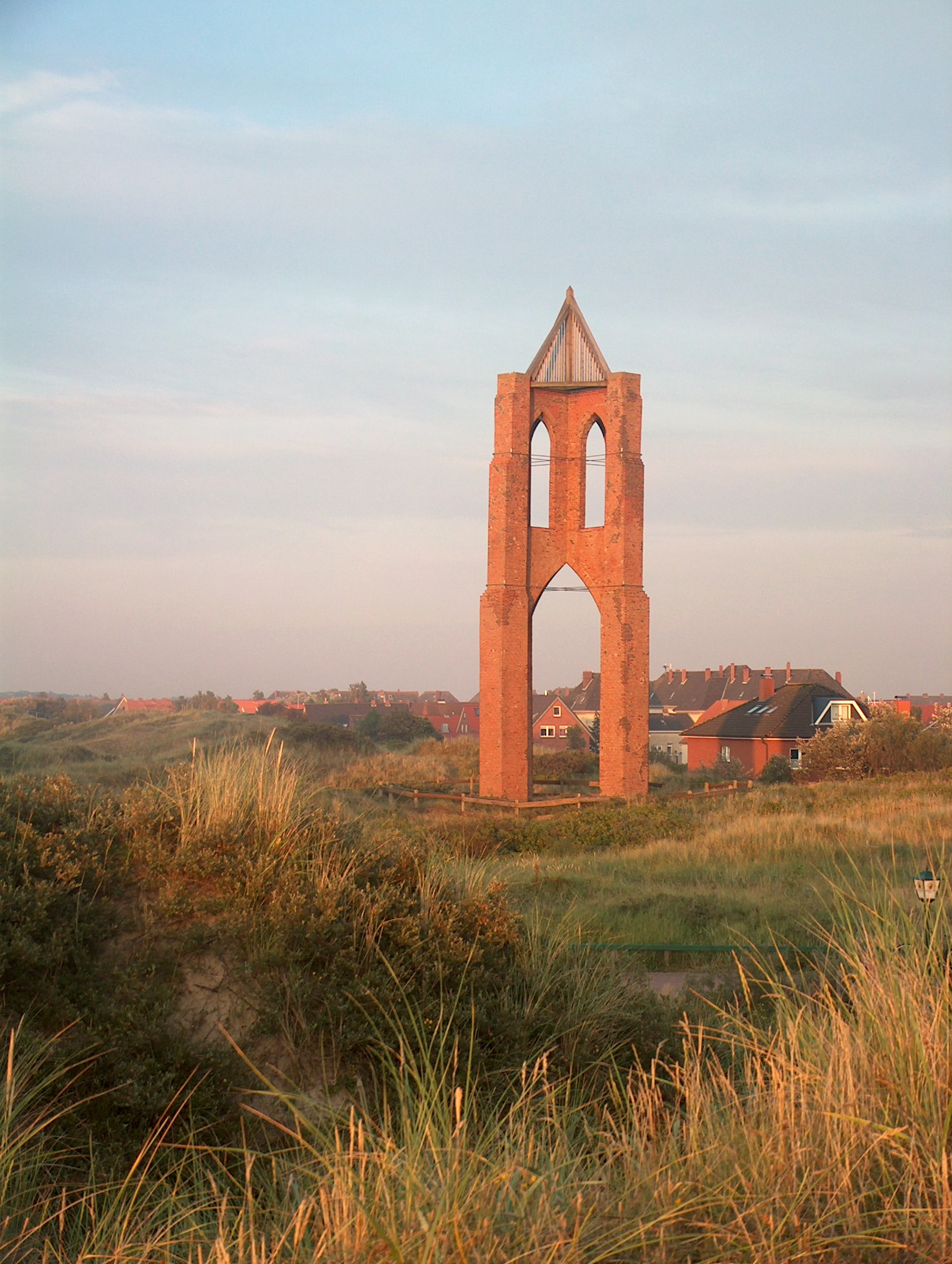
Det historiska landmärket "Großes Kaap" på Borkum

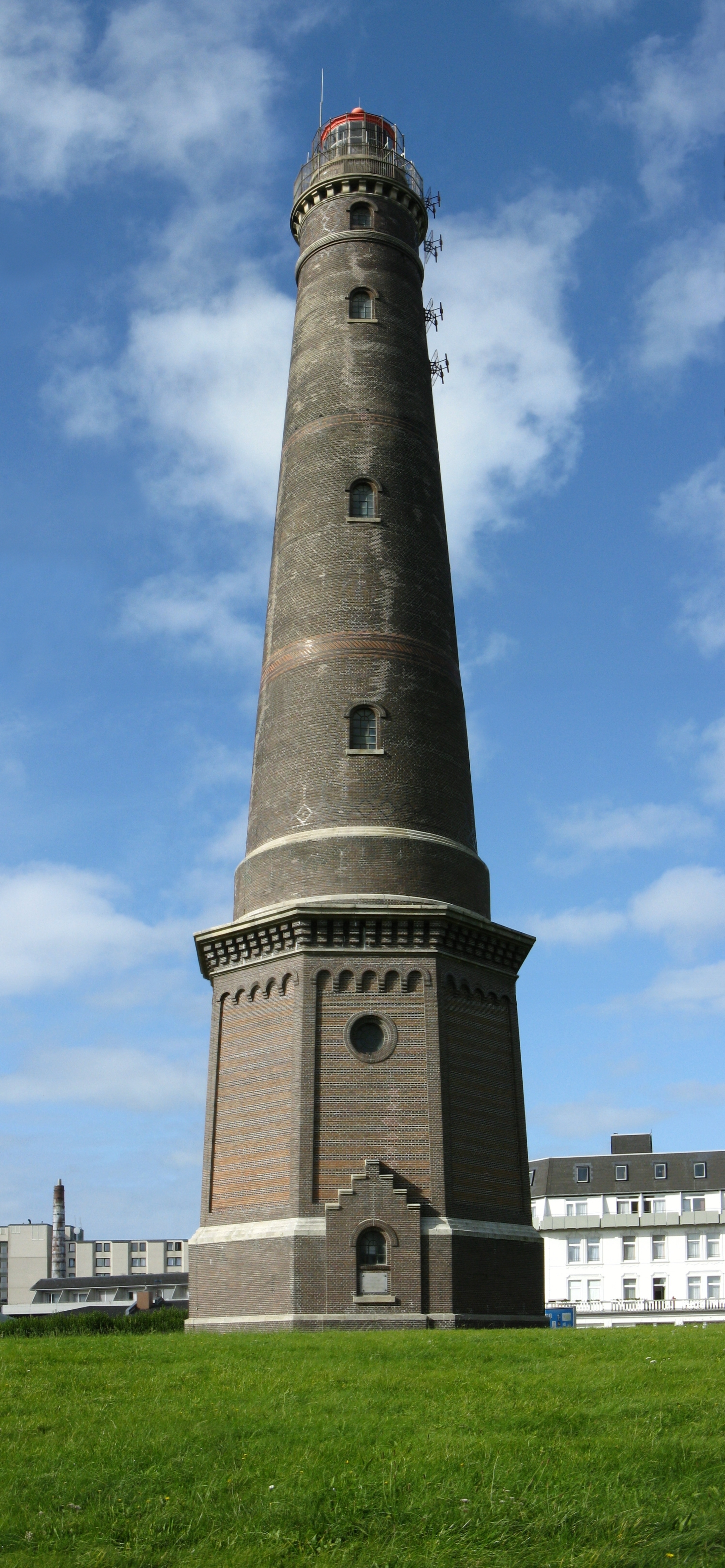
Nya fyrtornet på Borkum

Borkum är den största av de ostfrisiska öarna i distriktet Landkreis Leer i den nordtyska delstaten Niedersachsen. Ön är cirka 31 km² och har cirka 5 000 invånare. Hela ön tillhör staden Borkum. Borkum ligger utanför floden Ems mynning i Nordsjön nära Nederländerna och ingår delvis i nationalparken Niedersächsisches Wattenmeer som omfattar en stor del av Vadehavet.

## Historia
Ön omnämns första gången år 1227 under namnet Borkna. Från och med 1300-talet tillhör ön Ostfriesland. Under hansatiden betraktades Borkum som ett tillhåll för pirater, bland annat Klaus Störtebeker. På 1600-talet blev valfångsten viktig för öns befolkning. När valfångsten upphörde i och med krig ute på haven fick Borkum stora ekonomiska svårigheter. En stor del av öns befolkning flyttade.
Från och med 1744 tillhör Borkum och resten av Ostfriesland Preussen. Mellan åren 1807 och 1810 tillhör Borkum Kungariket Holland och sedan ett par år Frankrike. År 1813 blev ön åter en del av Preussen. År 1902 blev Borkum en del av det förenade Tysklands sjöförsvar.

## Näringsliv
Sedan 1830 är Borkum en känd turistort. I dag är Borkums näringsliv helt uppbyggt kring turismen och årligen kommer cirka 270 000 turister till ön.

## Borkumriff och Borkum Riff
Fyrskeppet ”Borkumriff“ var i fyra versioner mellan åren 1875 och 1988 placerat vid de berömda fiskebankarna (och ökända reven) Borkum Riff cirka fyra landmil nordväst om ön Borkum i en av huvudfarlederna genom Tyska bukten. Borkum Riff ligger utanför Hollands kust men i tysk ekonomisk zon och förekom tidigare i Sjörapporten, vilket gav upphov till tobaksmärket Borkum Riff.

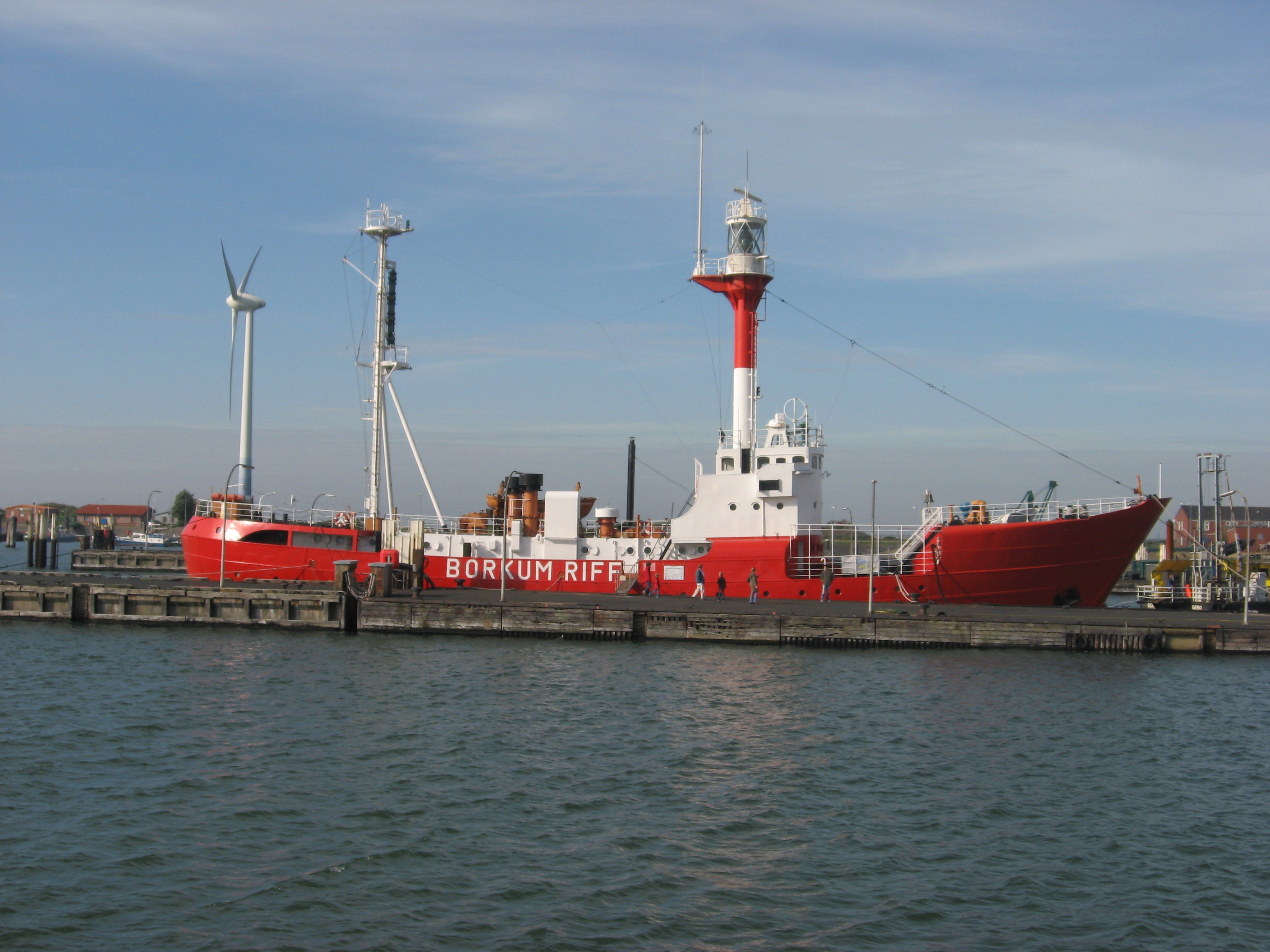
Fyrskeppet Borkumriff IV

- 1875–1902 Borkumriff I
- 1902–1911 Borkumriff II
- 1911–1956 Borkumriff III
- 1956–1988 Borkumriff IV[5]